# سفارة دولة فلسطين لدى الأرجنتين
سفارة دولة فلسطين لدى الأرجنتين هي الممثلية الدبلوماسية العُليا لدولة فلسطين لدى الأرجنتين. تقع السفارة في بوينس آيرس.

## قائمة السفراء
- فريد صوان
- وليد المؤقت
- حسني عبد الواحد
- رياض محمد الحلبي (قائم بالأعمال)